# Cynops orphicus
Espèce
Synonymes
- Hypselotriton orphicus Risch, 1983

Statut de conservation UICN

 EN B1ab(iii,v)+2ab(iii,v) : En danger
Cynops orphicus est une espèce d'urodèles de la famille des Salamandridae.

## Répartition
Cette espèce est endémique de République populaire de Chine. Elle se rencontre dans le Guangdong et le Fujian au-dessus de 600 m d'altitude.

## Publication originale
- Risch, 1983 : Cynops orphicus, a new salamander from Guangdong Province, South China (Amphibia, Caudata, Salamandridae). Alytes, vol. 2, p. 45-52.